# 水潛灣
水潛灣（英語：Mizukuguri Cove），是南極洲的海灣，位於毛德皇后地的哈拉爾王子海岸，處於長東山以西1公里的呂佐夫-霍爾姆灣東部，由日本探險隊命名，現時由南極條約體系管理。

## 外部連結
- . . United States Geological Survey.   [2013-10-27].
- 本条目引用的公有领域材料来自美国地质调查局的文档《水潛灣》 （資料來自地名信息系统）。

69°11′S 39°38′E / 69.183°S 39.633°E